# Pień współczulny

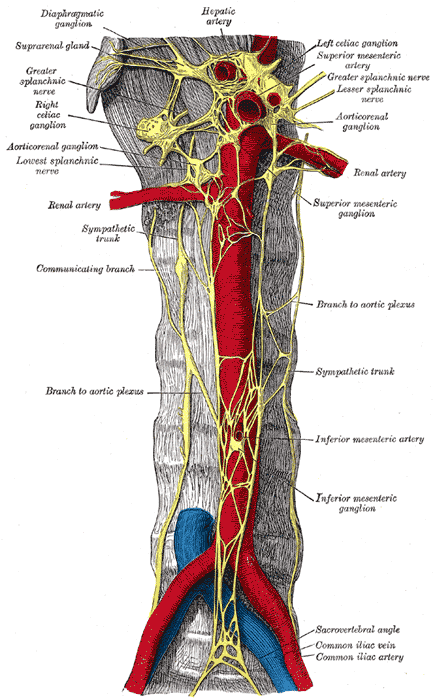
Schemat brzusznej części pnia współczulnego

Pień współczulny (łac. truncus sympathicus) – w anatomii człowieka parzysty szereg zwojów nerwowych połączonych gałęziami międzyzwojowymi (rami interganglionares), ciągnący się po obu stronach kręgosłupa, od podstawy czaszki do kości guzicznej. Do pnia współczulnego biegną od słupów bocznych istoty szarej rdzenia kręgowego w korzeniach brzusznych nerwów rdzeniowych włókna przedzwojowe (gałęzie łączące białe, rami communicantes albi), natomiast od zwojów pnia współczulnego do nerwów rdzeniowych biegną gałęzie łączące szare (rami communicantes grisei). W pniu współczulnym wyróżnia się części: szyjną, piersiową, brzuszną (lędźwiową) i miedniczną. 

## Część szyjna
W skład części szyjnej pnia współczulnego (pars cervicalis trunci sympathici) wchodzą zazwyczaj trzy zwoje szyjne: górny (ganglion cervicale superius), środkowy (ganglion cervicale medium) i dolny (ganglion cervicale inferius), oraz zwój kręgowy (ganglion vertebrale) o bardzo zmiennym stosunku względem pnia współczulnego. 

## Część piersiowa

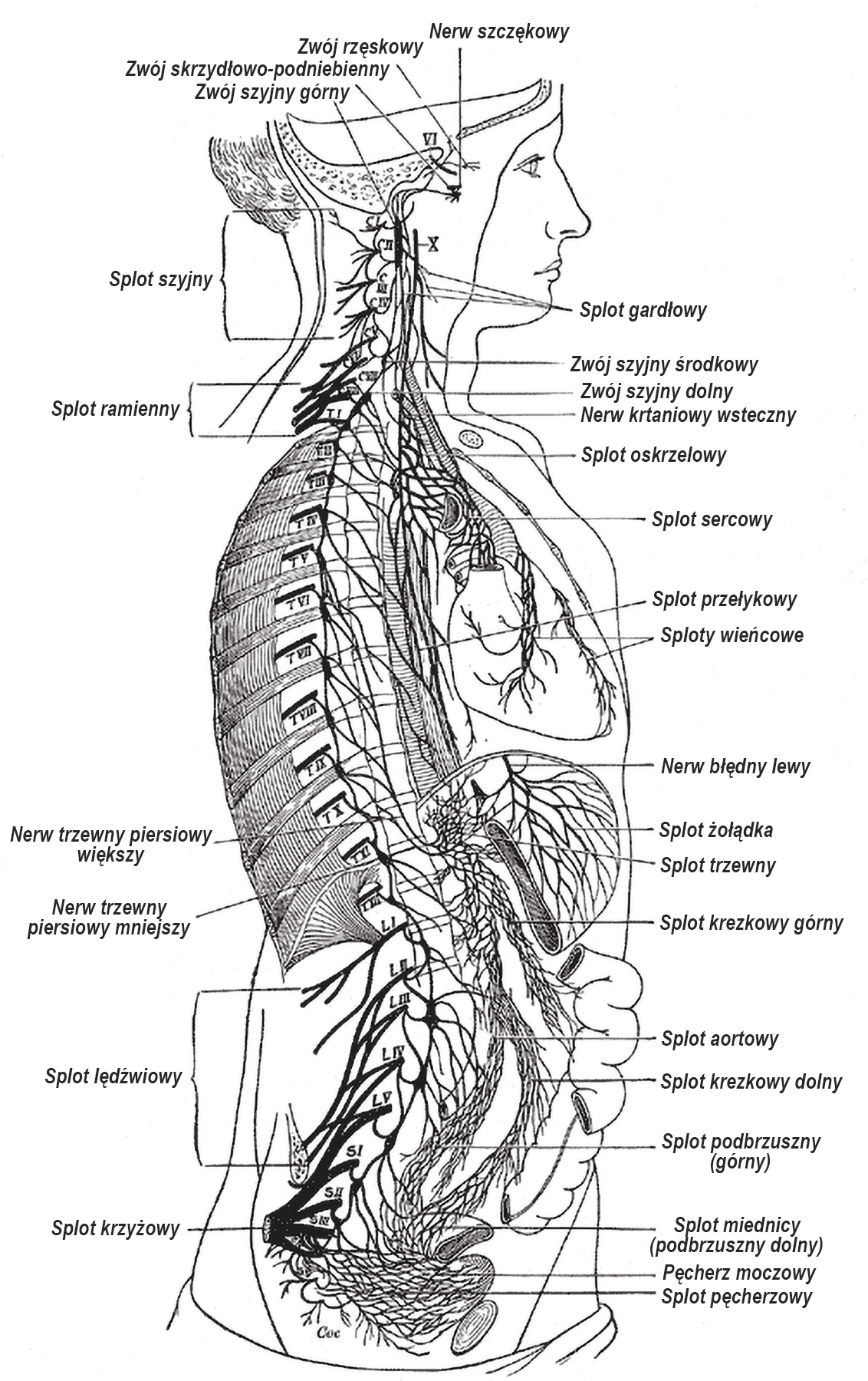
Prawy pień współczulny i jego połączenia ze splotami piersiowymi, brzusznymi i miednicznymi.

Na część piersiową pnia współczulnego (pars thoracicus trunci sympathici) składa się od 10 do 12 zwojów piersiowych (ganglia thoracica). Pierwszy zwój piersiowy często łączy się z dolnym zwojem szyjnym, tworząc tzw. zwój gwiaździsty (ganglion stellatum). Część piersiowa pnia współczulnego oddaje gałęzie łączące do splotów autonomicznych, a także nerw trzewny większy (nervus splanchnicus major), nerw trzewny mniejszy (nervus splanchnicus minor) i nerw trzewny najniższy (nervus splanchnicus imus).

## Część brzuszna
W części brzusznej pnia współczulnego znajduje się od 3 do 5 zwojów lędźwiowych (ganglia lumbalia). Zwoje te oprócz gałęzi łączących do nerwów rdzeniowych oddają nerwy trzewne lędźwiowe (nervi splanchnici lumbales) do splotu nerkowego, aortowego brzusznego i podbrzusznego górnego.

## Część miedniczna
W części miednicznej występuje cztery do pięciu zwojów krzyżowych (ganglia sacralia) i zwój nieparzysty (ganglion impar), powstały z połączenia prawego i lewego zwoju guzicznego. Zwoje części miednicznej nie mają gałęzi łączących białych, a włókna przedzwojowe docierają do nich drogą gałęzi międzyzwojowych. 